# Holíčske alúvium Moravy
Holíčske alúvium Moravy este o arie protejată (arie specială de conservare — SAC, sit de importanță comunitară — SCI) din Slovacia întinsă pe o suprafață de 145,85 ha, integral pe uscat.

## Localizare
Centrul sitului Holíčske alúvium Moravy este situat la coordonatele 48°48′41″N 17°07′32″E / 48.811493°N 17.125597°E.

## Înființare
Situl Holíčske alúvium Moravy a fost declarat sit de importanță comunitară în septembrie 2015 pentru a proteja 2 specii de animale. Situl a fost protejat și ca arie specială de conservare în octombrie 2017.

## Biodiversitate
Situată în ecoregiunea panonică, aria protejată conține 3 habitate naturale: Fânețe de joasă altitudine (Alopecurus pratensis, Sanguisorba officinalis), Lacuri eutrofice naturale cu vegetație de tip Magnopotamion sau Hydrocharition, Râuri cu maluri nămoloase cu vegetație de Chenopodion rubri p.p. și Bidention p.p..
La baza desemnării sitului se află mai multe specii protejate:
- amfibieni (1): buhai de baltă cu burta roșie (Bombina bombina)
- nevertebrate (1): fluturele purpuriu (Lycaena dispar)